# Északír labdarúgó-bajnokság (első osztály)
A NIFL Premiership (korábban: IFA Premiership, Irish Premier League, illetve Irish Football League) az északír labdarúgó-bajnokságok legmagasabb osztálya. A bajnokságot 1890 óta rendezik meg, 2009 óta a Carling sörgyár szponzorálja. Legsikeresebb egyesület az 53 bajnoki címmel büszkélkedő fővárosi Linfield.
A liga játékosai túlnyomórészt fél-professzionális státuszúak, azaz a labdarúgás mellett egyéb munkát is vállalnak.

## A bajnokság korábbi nevei
- 1890–2003: Irish Football League
- 2003–2008: Irish Premier League
- 2008–2009: IFA Premiership
- 2009 óta: Carling Premiership (szponzorációs okokból)

## A bajnokság rendszere
A pontvadászat 12 csapat részvételével őszi-tavaszi lebonyolításban zajlik, és két fő részből áll: egy alapszakaszból és egy felső-, és alsóházi helyosztó rájátszásból. Az alapszakasz során a 12 csapat körmérkőzéses rendszerben mérkőzik meg egymással, összesen 33 fordulót rendeznek. Minden csapat minden csapattal háromszor játszik, a sorsolásnak megfelelően egyszer vagy kétszer pályaválasztóként, egyszer vagy kétszer pedig vendégként.
Az alapszakasz végső sorrendjét az alábbi szempontok szerint határozzák meg:
1. a bajnokságban szerzett pontok összege;
2. a bajnokságban elért győzelmek száma;
3. a bajnoki mérkőzések gólkülönbsége.

A felsőházi helyosztó rájátszásba az alapszakasz 1–6., az alsóházi helyosztó rájátszásba pedig az alapszakasz 7–12. helyezett csapatai kerülnek. A csapatok összes alapszakaszbeli eredményüket magukkal viszik a rájátszásba. Mindkét csoportban újabb körmérkőzésekre kerül sor, a csoportokon belül a csapatok azonban csak egyszer mérkőznek meg egymással.
A bajnokság végeredményét a helyosztó rájátszások utolsó fordulóját követően hirdetik ki az alapszakaszban ismertetett szempontok szerint. A felsőházi helyosztó rájátszás győztese az északír bajnok, az alsóházi helyosztó rájátszás utolsó helyezett csapata (a bajnoki tabella 12. helyezettje) pedig egyenes ágon kiesik a másodosztályba, míg az alsóházi helyosztó rájátszás 5. helyezettje (a bajnoki tabella 11. helyezettje) pedig oda-visszavágós osztályozó mérkőzést játszik a másodosztály ezüstérmes csapatával.

## Bajnoki dobogósok (1890–2014)

### Irish Football League
| Szezon    | Bajnokcsapat                                        | Ezüstérmes                                          | Bronzérmes           |
| --------- | --------------------------------------------------- | --------------------------------------------------- | -------------------- |
| 1890–91   | Linfield (1)                                        | Ulster                                              | Distillery           |
| 1891–92   | Linfield (2)                                        | Ulster                                              | Lancashire Fusiliers |
| 1892–93   | Linfield (3)                                        | Cliftonville                                        | Distillery           |
| 1893–94   | Glentoran (1)                                       | Linfield                                            | Cliftonville         |
| 1894–95   | Linfield (4)                                        | Distillery                                          | Glentoran            |
| 1895–96   | Distillery (1)                                      | Cliftonville                                        | Linfield             |
| 1896–97   | Glentoran (2)                                       | Cliftonville                                        | Linfield             |
| 1897–98   | Linfield (5)                                        | Cliftonville                                        | Glentoran            |
| 1898–99   | Distillery (2)                                      | Linfield                                            | Cliftonville         |
| 1899–1900 | Belfast Celtic (1)                                  | Linfield                                            | Distillery           |
| 1900–01   | Distillery (3)                                      | Glentoran                                           | Belfast Celtic       |
| 1901–02   | Linfield (6)                                        | Glentoran                                           | Distillery           |
| 1902–03   | Distillery (4)                                      | Linfield                                            | Glentoran            |
| 1903–04   | Linfield (7)                                        | Distillery                                          | Glentoran            |
| 1904–05   | Glentoran (3)                                       | Belfast Celtic                                      | Linfield             |
| 1905–06   | Cliftonville (1) és Distillery (5) (megosztott cím) | Cliftonville (1) és Distillery (5) (megosztott cím) | Linfield             |
| 1906–07   | Linfield (8)                                        | Shelbourne                                          | Distillery           |
| 1907–08   | Linfield (9)                                        | Cliftonville                                        | Glentoran            |
| 1908–09   | Linfield (10)                                       | Glentoran                                           | Shelbourne           |
| 1909–10   | Cliftonville (2)                                    | Belfast Celtic                                      | Linfield             |
| 1910–11   | Linfield (11)                                       | Glentoran                                           | Belfast Celtic       |
| 1911–12   | Glentoran (4)                                       | Distillery                                          | Belfast Celtic       |
| 1912–13   | Glentoran (5)                                       | Distillery                                          | Linfield             |
| 1913–14   | Linfield (12)                                       | Glentoran                                           | Belfast Celtic       |
| 1914–15   | Belfast Celtic (2)                                  | Glentoran                                           | Linfield             |
| 1919–20   | Belfast Celtic (3)                                  | Distillery                                          | Glentoran            |
| 1920–21   | Glentoran (6)                                       | Glenavon                                            | Linfield             |
| 1921–22   | Linfield (13)                                       | Glentoran                                           | Distillery           |
| 1922–23   | Linfield (14)                                       | Queen’s Island                                      | Glentoran            |
| 1923–24   | Queen’s Island (1)                                  | Distillery                                          | Linfield             |
| 1924–25   | Glentoran (7)                                       | Queen’s Island                                      | Belfast Celtic       |
| 1925–26   | Belfast Celtic (4)                                  | Glentoran                                           | Larne FC             |
| 1926–27   | Belfast Celtic (5)                                  | Queen’s Island                                      | Distillery           |
| 1927–28   | Belfast Celtic (6)                                  | Linfield                                            | Newry Town           |
| 1928–29   | Belfast Celtic (7)                                  | Linfield                                            | Glentoran            |
| 1929–30   | Linfield (15)                                       | Glentoran                                           | Coleraine FC         |
| 1930–31   | Glentoran (8)                                       | Linfield                                            | Belfast Celtic       |
| 1931–32   | Linfield (16)                                       | Derry City                                          | Belfast Celtic       |
| 1932–33   | Belfast Celtic (8)                                  | Distillery                                          | Linfield             |
| 1933–34   | Linfield (17)                                       | Belfast Celtic                                      | Glentoran            |
| 1934–35   | Linfield (18)                                       | Derry City                                          | Belfast Celtic       |
| 1935–36   | Belfast Celtic (9)                                  | Derry City                                          | Linfield             |
| 1936–37   | Belfast Celtic (10)                                 | Derry City                                          | Linfield             |
| 1937–38   | Belfast Celtic (11)                                 | Derry City                                          | Portadown FC         |
| 1938–39   | Belfast Celtic (12)                                 | Ballymena United                                    | Derry City           |
| 1939–40   | Belfast Celtic (13)                                 | Portadown FC                                        | Glentoran            |
| 1947–48   | Belfast Celtic (14)                                 | Linfield                                            | Ballymena United     |
| 1948–49   | Linfield (19)                                       | Belfast Celtic                                      | Glentoran            |
| 1949–50   | Linfield (20)                                       | Glentoran                                           | Distillery           |
| 1950–51   | Glentoran (9)                                       | Linfield                                            | Glenavon             |
| 1951–52   | Glenavon (1)                                        | Distillery                                          | Coleraine FC         |
| 1952–53   | Glentoran (10)                                      | Linfield                                            | Ballymena United     |
| 1953–54   | Linfield (21)                                       | Glentoran                                           | Glenavon             |
| 1954–55   | Linfield (22)                                       | Glenavon                                            | Cliftonville         |
| 1955–56   | Linfield (23)                                       | Glenavon                                            | Bangor FC            |
| 1956–57   | Glenavon (2)                                        | Linfield                                            | Glentoran            |
| 1957–58   | Ards (1)                                            | Glenavon                                            | Ballymena United     |
| 1958–59   | Linfield (24)                                       | Glenavon                                            | Glentoran            |
| 1959–60   | Glenavon (3)                                        | Glentoran                                           | Distillery           |
| 1960–61   | Linfield (25)                                       | Portadown FC                                        | Ards                 |
| 1961–62   | Linfield (26)                                       | Portadown FC                                        | Ballymena United     |
| 1962–63   | Distillery (6)                                      | Linfield                                            | Portadown FC         |
| 1963–64   | Glentoran (11)                                      | Coleraine FC                                        | Derry City           |
| 1964–65   | Derry City (1)                                      | Coleraine FC                                        | Crusaders            |
| 1965–66   | Linfield (27)                                       | Derry City                                          | Glentoran            |
| 1966–67   | Glentoran (12)                                      | Linfield                                            | Derry City           |
| 1967–68   | Glentoran (13)                                      | Linfield                                            | Coleraine FC         |
| 1968–69   | Linfield (28)                                       | Derry City                                          | Coleraine FC         |
| 1969–70   | Glentoran (14)                                      | Coleraine FC                                        | Ards                 |
| 1970–71   | Linfield (29)                                       | Glentoran                                           | Distillery           |
| 1971–72   | Glentoran (15)                                      | Portadown FC                                        | Ards                 |
| 1972–73   | Crusaders (1)                                       | Ards                                                | Portadown FC         |
| 1973–74   | Coleraine FC (1)                                    | Portadown FC                                        | Crusaders            |
| 1974–75   | Linfield (30)                                       | Coleraine FC                                        | Glentoran            |
| 1975–76   | Crusaders (2)                                       | Glentoran                                           | Coleraine FC         |
| 1976–77   | Glentoran (16)                                      | Glenavon                                            | Linfield             |
| 1977–78   | Linfield (31)                                       | Glentoran                                           | Glenavon             |
| 1978–79   | Linfield (32)                                       | Glenavon                                            | Ards                 |
| 1979–80   | Linfield (33)                                       | Ballymena United                                    | Glentoran            |
| 1980–81   | Glentoran (17)                                      | Linfield                                            | Ballymena United     |
| 1981–82   | Linfield (34)                                       | Glentoran                                           | Coleraine FC         |
| 1982–83   | Linfield (35)                                       | Glentoran                                           | Coleraine FC         |
| 1983–84   | Linfield (36)                                       | Glentoran                                           | Cliftonville         |
| 1984–85   | Linfield (37)                                       | Coleraine FC                                        | Glentoran            |
| 1985–86   | Linfield (38)                                       | Coleraine FC                                        | Ards                 |
| 1986–87   | Linfield (39)                                       | Coleraine FC                                        | Ards                 |
| 1987–88   | Glentoran (18)                                      | Linfield                                            | Coleraine FC         |
| 1988–89   | Linfield (40)                                       | Glentoran                                           | Coleraine FC         |
| 1989–90   | Portadown FC (1)                                    | Glenavon                                            | Glentoran            |
| 1990–91   | Portadown FC (2)                                    | Bangor FC                                           | Glentoran            |
| 1991–92   | Glentoran (19)                                      | Portadown FC                                        | Linfield             |
| 1992–93   | Linfield (41)                                       | Crusaders                                           | Bangor FC            |
| 1993–94   | Linfield (42)                                       | Portadown FC                                        | Glenavon             |
| 1994–95   | Crusaders (3)                                       | Glenavon                                            | Portadown FC         |

### Irish Football League Premier Division & First Division
| Szezon    | Bajnokcsapat     | Ezüstérmes   | Bronzérmes   |
| --------- | ---------------- | ------------ | ------------ |
| 1995–96   | Portadown FC (3) | Crusaders    | Glentoran    |
| 1996–97   | Crusaders (4)    | Coleraine FC | Glentoran    |
| 1997–98   | Cliftonville (3) | Linfield     | Portadown FC |
| 1998–99   | Glentoran (20)   | Linfield     | Crusaders    |
| 1999–2000 | Linfield (43)    | Coleraine FC | Glenavon     |
| 2000–01   | Linfield (44)    | Glenavon     | Glentoran    |
| 2001–02   | Portadown FC (4) | Glentoran    | Linfield     |
| 2002–03   | Glentoran (21)   | Portadown FC | Coleraine FC |

### Irish Premier League
| Szezon  | Bajnokcsapat   | Ezüstérmes   | Bronzérmes         |
| ------- | -------------- | ------------ | ------------------ |
| 2003–04 | Linfield (45)  | Portadown FC | Lisburn Distillery |
| 2004–05 | Glentoran (22) | Linfield     | Portadown FC       |
| 2005–06 | Linfield (46)  | Glentoran    | Portadown FC       |
| 2006–07 | Linfield (47)  | Glentoran    | Cliftonville       |
| 2007–08 | Linfield (48)  | Glentoran    | Cliftonville       |

### IFA Premiership
| Szezon  | Bajnokcsapat     | Ezüstérmes   | Bronzérmes   |
| ------- | ---------------- | ------------ | ------------ |
| 2008–09 | Glentoran (23)   | Linfield     | Crusaders    |
| 2009–10 | Linfield (49)    | Cliftonville | Glentoran    |
| 2010–11 | Linfield (50)    | Crusaders    | Glentoran    |
| 2011–12 | Linfield (51)    | Portadown    | Cliftonville |
| 2012–13 | Cliftonville (4) | Crusaders    | Linfield     |

| Szezon  | Bajnokcsapat     | Ezüstérmes | Bronzérmes |
| ------- | ---------------- | ---------- | ---------- |
| 2013–14 | Cliftonville (5) | Linfield   | Crusaders  |
| 2014–15 | Crusaders (5)    | Linfield   | Glenavon   |
| 2015–16 | Crusaders (6)    | Linfield   | Glenavon   |

NIFL Premiership & Championship (2016–)
| Szezon  | Bajnokcsapat  | Ezüstérmes       | Bronzérmes |
| ------- | ------------- | ---------------- | ---------- |
| 2016–17 | Linfield (52) | Crusaders        | Coleraine  |
| 2017–18 | Crusaders (7) | Coleraine        | Glenavon   |
| 2018–19 | Linfield (53) | Ballymena United | Glenavon   |

### Örökmérleg
| Csapat             | Bajnok | Ezüstérmes | Bajnoki évek |
| ------------------ | ------ | ---------- | --- |
| Linfield           | 56     | 20         | 1891, 1892, 1893, 1895, 1898, 1902, 1904, 1907, 1908, 1909, 1911, 1914, 1922, 1923, 1930, 1932, 1934, 1935, 1949, 1950, 1954, 1955, 1956, 1959, 1961, 1962, 1966, 1969, 1971, 1975, 1978, 1979, 1980, 1982, 1983, 1984, 1985, 1986, 1987, 1989, 1993, 1994, 2000, 2001, 2004, 2006, 2007, 2008, 2010, 2011, 2012, 2017, 2019, 2020, 2021, 2022 |
| Glentoran          | 23     | 23         | 1894, 1897, 1905, 1912, 1913, 1921, 1925, 1931, 1951, 1953, 1964, 1967, 1968, 1970, 1972, 1977, 1981, 1988, 1992, 1999, 2003, 2005, 2009 |
| Belfast Celtic     | 14     | 4          | 1900, 1915, 1920, 1926, 1927, 1928, 1929, 1933, 1936, 1937, 1938, 1939, 1940, 1948 |
| Crusaders          | 7      | 3          | 1973, 1976, 1995, 1997, 2015, 2016, 2018 |
| Lisburn Distillery | 6      | 8          | 1896, 1899, 1901, 1903, 1906, 1963 |
| Portadown FC       | 4      | 9          | 1990, 1991, 1996, 2002 |
| Glenavon           | 3      | 10         | 1952, 1957, 1960 |
| Cliftonville       | 5      | 5          | 1906, 1910, 1998, 2013, 2014 |
| Coleraine FC       | 1      | 9          | 1974 |
| Derry City         | 1      | 7          | 1965 |
| Queen’s Island     | 1      | 3          | 1924 |
| Ards               | 1      | 1          | 1958 |

## Jelentős külföldi játékosok
A félkövérrel jelölt játékosok szerepeltek hazájuk felnőtt válogatott keretében labdarúgó-világbajnokságon.
| - Hoszín Jáhi - Anthony Elding - Billy Dennis - Nigel Jemson - Alvin Rouse - Peter Eccles - Keith Alexander - Alex McCrae - Alex Parker - John Hill |

## A bajnokság helyezése az UEFA-rangsorban
A bajnokság helyezése 2011-ben az UEFA rangsorában. (Dőlt betűvel az előző bajnoki év helyezése, zárójelben az UEFA-együttható).
- 47.  (45.)  Bardzragujn Humb (2,583)
- 48.  (52.)  BOV Premier League (2,416)
- 49.  (49.)  IFA Premiership (2,249)
- 50.  (48.)  Vodafonedeildin (1,416)
- 51.  (50.)  BGL Ligue (1,374)